# Siège de Namur (1914)
Pour les articles homonymes, voir Siège de Namur.
Première Guerre mondiale
Batailles
Front d'Europe de l’Ouest
- Liège (8-1914)
- Namur (8-1914)
- Frontières (8-1914)
- Anvers (9-1914)
- Grande Retraite (9-1914)
- Marne (9-1914)
- Course à la mer (9-1914)
- Yser (10-1914)
- Messines (10-1914)
- Ypres (10-1914)
- Givenchy (12-1914)
- 1re Champagne (12-1914)
- Hartmannswillerkopf (1-1915)
- Neuve-Chapelle (3-1915)
- 2e Ypres (4-1915)
- Colline 60 (4-1915)
- Artois (5-1915)
- Festubert (5-1915)
- Quennevières (6-1915)
- Linge (7-1915)
- 2e Artois (9-1915)
- 2e Champagne (9-1915)
- Loos (9-1915)
- Verdun (2-1916)
- Redoute Hohenzollern (3-1916)
- Hulluch (4-1916)
- 1re Somme (7-1916)
- Fromelles (7-1916)
- Arras (4-1917)
- Vimy (4-1917)
- Chemin des Dames (4-1917)
- 3e Champagne (4-1917)
- 2e Messines (6-1917)
- Passchendaele (7-1917)
- Cote 70 (8-1917)
- 2e Verdun (8-1917)
- Malmaison (10-1917)
- Cambrai (11-1917)
- Bombardements de Paris (1-1918)
- Offensive du Printemps (3-1918)
- Lys (4-1918)
- Aisne (5-1918)
- Bois Belleau (6-1918)
- 2e Marne (7-1918)
- 4e Champagne (7-1918)
- Château-Thierry (7-1918)
- Le Hamel (7-1918)
- Amiens (8-1918)
- Cent-Jours (8-1918)
- 2e Somme (9-1918)
- Bataille de la ligne Hindenburg
- Meuse-Argonne (10-1918)
- Cambrai (10-1918)

Front italien
Front d'Europe de l’Est
Front des Balkans
Front du Moyen-Orient
Front africain
Bataille de l'Atlantique
Le siège de Namur est une bataille entre les forces armées belges et allemandes autour de la forteresse de Namur durant la Première Guerre mondiale. Namur était alors défendue par un anneau de forts modernes, connu sous le nom de Position Fortifiée de Namur (PFN) et dont les intervalles étaient occupés par la 4e division d'armée belge et quatre régiments de forteresse. Lorsque le siège débute le 20 août, les forces allemandes mettent à profit les leçons tirées de la bataille de Liège et bombardent méthodiquement les forts avec de l'artillerie lourde provenant d'Autriche-Hongrie avant d'engager l'infanterie. Les troupes françaises envoyées en soutien sont défaites à la bataille de Charleroi et seules quelques-unes peuvent participer aux combats autour de Namur. Les forts sont détruits par le bombardement de l'artillerie lourde, la 4e division d'armée peut battre en retraite vers le sud et une partie des troupes de forteresses est forcée de se rendre le 24 août 1914.

## Les combats autour de Namur

### Contexte
Le général Karl von Bülow, commandant la IIe armée allemande organise un détachement d'armée sous les ordres du général Max von Gallwitz avec son corps de garde de réserve, le XIe corps provenant de la IIIe armée du général Max von Hausen et d'une division du 7e corps de réserve, soit environ 107 000 hommes qui avancent sur Namur le 16 août 1914. La garnison de Namur comporte environ 37 000 hommes des troupes de forteresse et d'infanterie de la 4e division d'armée sous les ordres du général Michel.
L'intention belge est de tenir la position fortifiée jusqu'à l'arrivée de la 5e armée française censée les relever. Au même moment, la IIe armée allemande attaque en direction de Charleroi et la IIIe armée allemande sur la haute Meuse prenant en tenaille la 5e armée française et la Position fortifiée de Namur.

### Le déroulement du siège
Durant le siège de Namur, les Allemands mettent à profit les leçons apprises de leur attaque sur la Position fortifiée de Liège qui avait des forts semblables à ceux de Namur. À Liège, l'infanterie allemande avait d'abord tenté de capturer la ville par un coup de main, puis avait eu recours au bombardement par de l'artillerie lourde de siège. À Namur, les Allemands attendent l'arrivée des canons de siège provenant de Liège et commencent les bombardements le 21 août 1914. Parmi les canons, il y a des obusiers Škoda de 305 mm, des canons Grosse Bertha de 420 mm capables de tirer à une distance supérieure au rayon des canons des forts. Les forts ont les mêmes caractéristiques que ceux de Liège, construits pour résister à un bombardement par des pièces de maximum 210 mm.

#### Les combats du 20 au22 août

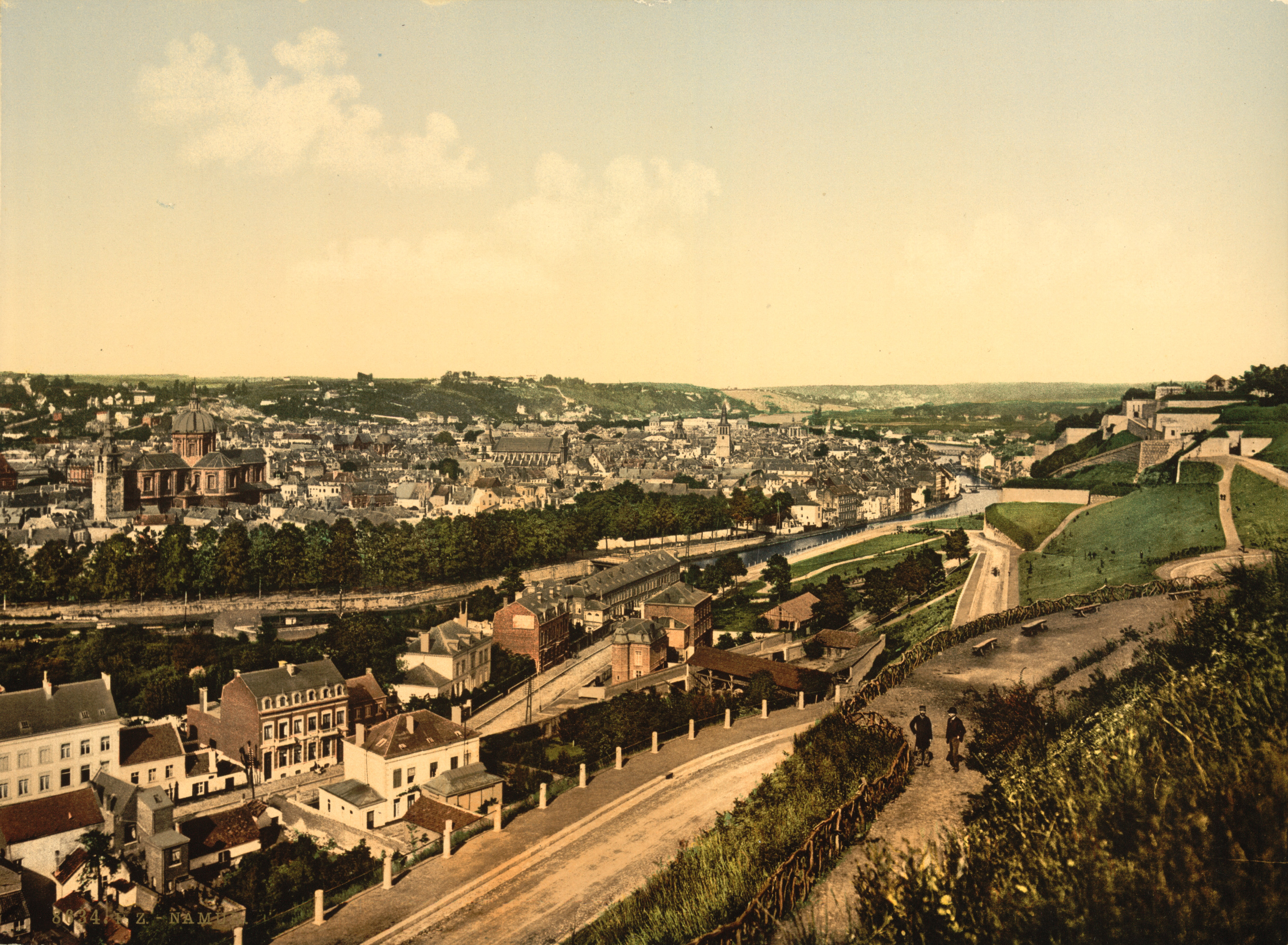
Vue de la ville de Namur vers 1900

Dès le 20 août ont lieu les premières attaques sur la position fortifiée. Les Allemands refoulent les avant-postes belges et installent leurs batteries d’artillerie lourde.
Le 21, à 10 heures, commence le pilonnage du fort de Marchovelette et de l’intervalle Cognelée-Marchovelette. Il est immédiatement très violent : l'ennemi utilise son plus gros calibre 420 mm. Selon un témoin, « Le passage dans l’air d’un de ces projectiles produisait le bruit d’un ouragan furieux qui se terminait par un coup de foudre terrifiant. De gigantesques nuages de poussière et de fumée s’élevaient au-dessus du sol qui tremblait ». Les forts de Cognelée et Marchovelette répliquent en tirant sur les concentrations d'infanterie allemande signalées à Leuze-Longchamps, bois de Tronquoi, Marchovelette, Ville-en-Waret et la vallée de Franc-Waret,.
Ces forts sont cependant impuissants face à l’artillerie lourde allemande car elle est hors de leur portée. De plus, ils ont fait peu de provisions pour leurs besoins quotidiens dans leurs cantonnements de guerre, et les latrines, les douches, les cuisines et la morgue se trouvent dans la contre-escarpe, un endroit intenable au combat. Cela a d'importants effets sur la capacité des forts à endurer un long assaut. Ces zones de services sont placées directement en face des baraquements qui s'ouvrent dans le fossé à l'arrière du fort (c'est-à-dire en direction de Namur), avec une plus faible protection que les deux faces du saillant. Cette disposition a été pensée pour permettre, d'une part, une recapture par les forces belges à partir de l'arrière et, d'autre part, à une époque où la ventilation mécanique n'en est qu'à ses débuts, une ventilation naturelle des zones de vie et de support. Ce concept est cependant catastrophique en pratique et les Allemands peuvent s'infiltrer entre les forts et les attaquer par l'arrière. Les bombardements massifs allemands pousseront les troupes de forteresses à se replier vers le massif central, où les sanitaires, insuffisants pour 500 hommes, rendent l'air irrespirable, pendant que l'artillerie allemande détruit les forts par devant et derrière.
À la suite des premiers bombardements et combats, le lieutenant-général Michel renforce le secteur nord-est sur lequel se porte le poids de l'attaque dans l'intervalle entre les forts de Cognelée et de Marchovelette. En fin d'après-midi du 21 août, il décide d’y envoyer plusieurs bataillons en réserve transportés à bord de véhicules automobiles de toutes sortes. Ils sont appuyés à la lisière du bois des Grandes Salles par un groupement d’artillerie belge de 87 mm commandé par le capitaine-commandant Albert Paulis.
Le 22 août, le bombardement, prélude à l’attaque, reprend plus violent encore que la veille sur le fort de Marchovelette et les ouvrages de l'intervalle Cognelée-Marchovelette. Deux fois au cours de la matinée, la 5e et la 6e brigade de la Garde prussienne partent à l'assaut des lignes belges qui résistent. À midi, toutes les positions belges se sont maintenues. Le commandement allemand réplique à cet échec par une pluie d’obus de 210 mm causant de nombreuses victimes dans l'infanterie belge et au sein du groupement d'artillerie du capitaine-commandant Paulis. Dans l’après-midi et la soirée, bombardements, attaques allemandes et contre-attaques franco-belges se succèdent. Au soir du 22, les Allemands n’ont progressé que de quelques centaines de mètres entre le fort de Cognelée et de Marchovelette. Ils font désormais face aux bataillons français installés dans le bois des Grandes Salles,.
À Namur même, les blessés sont soignés par le personnel de l'ambulance de la duchesse de Sutherland notamment au collège des Jésuites.
Chute de Namur et retraite des belges dans l'Entre-Sambre-et-Meuse (23 août 1914)
Le tir des batteries allemandes continue pendant la nuit du 22 au 23. Au lever du jour, un déluge de feu s’abat sur les positions françaises et belges au nord-est de Namur. Toutes les hauteurs qui dominent la vallée sont couvertes de la fumée des obus. Dans la ville, la mitraille pleut, des incendies s’allument. Les troupes françaises à la lisière et dans le bois des Grandes Salles sont particulièrement visées. Les pertes sont sévères. À 10 h, le pilonnage est tel que le lieutenant-colonel Grumbach, commandant les bataillons français, envoie le message suivant: « On se fait hacher sur place. Il est impossible de tirer une seule cartouche. C'est un enfer et je vais chercher à me retirer »,.
La préparation d'artillerie ayant été jugée suffisante pour annihiler toute résistance valable, le commandement allemand décide l'assaut final par l'enfoncement de l'intervalle Cognelée-Marchovelette. Dans la clarté du matin, 3 divisions allemandes (40.000 hommes), s’élancent à l'assaut. À droite, la 1re division de la Garde enveloppe le fort de Cognelée, s’infiltre dans le village, puis marche sur Champion et Vedrin. Au centre, la 38e division donne l’assaut à travers le bois des Grandes Salles vers Champion. À la gauche, la 6e brigade de la Garde (3e division) lance ses deux régiments par le nord et le sud du fort de Marchovelette. Plus à gauche, la 5e  brigade pousse des pointes dans la région de Gelbressée.
Les bataillons français sont contraints de refluer et entraînent avec eux les bataillons belges avoisinants. Vers 10 h 30, l’ordre de retraite du secteur attaqué est donné par le commandement belge. Le 2e bataillon du 45e régiment d’infanterie  français prend position à Bouge pour couvrir la retraite, protégée également par le tir du fort d'Emines. Quelques compagnies belges n’ont pas reçu l’ordre de retraite et continuent aussi à se battre. Trois compagnies du 8e de forteresse, dépassées par la progression allemande, sont encerclées à Beez »,.
À 12 h 30, le fort de Cognelée, écrasé sous les obus de 305 et 420, se rend. Le fort de Marchovelette poursuit la lutte. Vers 13 h 40, il est atteint par un obus de 420 qui explose dans la galerie centrale, provoquant l’explosion des magasins à munitions du fort. Deux tiers de la garnison sont mis instantanément hors de combat. Les Allemands pénètrent dans l’ouvrage à 14 h,.
Selon le capitaine-commandant Paulis : « Dans Namur même, de nombreuses maisons brûlent ; la citadelle est auréolée par les éclatements floconneux des shrapnels ; plus loin, les villages de Champion, Boninne, Bouge sont en flamme ; de sourdes détonations, que se renvoient les échos, se répercutent dans toutes les directions. Sur tous les chemins montant de Namur et de Flawinne apparaissent les têtes de colonnes des troupes de la 4e division belge, qui vont tenter d'échapper à l'étreinte de l'ennemi. »
Le lieutenant-général Michel ordonne la retraite générale par Arbre, Bioul et Sosoye et quitte Namur en voiture accompagné de son état-major. Les forts d'Emines, de Suarlée, d'Andoy, de Dave et de Saint-Héribert, quant à eux, poursuivent la lutte. À 12 h, les Allemands pénètrent dans Namur. Le 23 août au soir, les forts sont en ruines. Les troupes de forteresse poursuivent néanmoins leur résistance dans les forts et le dernier fort, Saint-Héribert, se rend le 25 août.
La 4e division belge, une partie des troupes de forteresse et le régiment français parviennent in extremis à échapper à la tenaille de la IIe armée allemande qui a traversé la Sambre et de la IIIe armée allemande qui a traversé la Meuse entre Namur et Dinant. Ils sont toutefois contraints de livrer de nombreux combats dans l'Entre-Sambre-et Meuse contre les avant-gardes allemandes. La division fait retraite jusqu'au Havre où elle prend la mer pour Ostende, y arrive le 27 août et rejoint l'armée de campagne à Anvers.
Le siège de Namur a été représenté dans une toile monumentale, Panorama des batailles de la Meuse, œuvre du peintre d'Alfred Bastien en 1937.

## Analyse
Les Allemands ont inversé les tactiques utilisées à Liège contre des fortifications similaires. Ils ont attendu les canons de siège provenant de Liège avant de lancer l'attaque d'infanterie limitant ainsi leurs pertes. Les fortifications belges ont, malgré leurs insuffisances, retenu l'avance allemande plus longtemps qu'eux-mêmes ne l'avaient anticipé. Les Allemands ont été obligés de consacrer temporairement un corps d'armée au siège, mais sans freiner l'avance des autres corps allemands vers Paris.
L'armée belge compte 15 000 victimes appartenant à la 4e division et aux régiments de forteresse qui se retirent vers le sud, protégée par la 5e armée française. Les auteurs de Der Weltkrieg, l'histoire officielle allemande, rapportent la prise de 6 700 prisonniers belges et français et de 12 canons de campagne et 900 victimes allemandes dont 300 morts.
La 4e division belge est parvenue à s'extraire à temps de la Position fortifiée de Namur qui était sur le point d'être encerclée. Elle a ainsi échappé à une destruction totale et a pu reprendre le combat lors du siège d'Anvers et sur le front de l'Yser.

## Lieux de mémoire
- Certains forts de Namur se visitent encore : le fort d'Émines et le fort de Saint-Héribert.
- Cimetière militaire de Champion : le cimetière se trouve sur le champ de bataille principal du siège au nord-est de Namur. On y trouve les tombes de 491 soldats belges et de 32 soldats français. Un imposant monument représente un soldat belge et un soldat français ainsi qu'une femme agenouillée, symbole de la Patrie.

## Sources
- (en) Clayton Donnell (ill. H. Johnson, L. Ray & B. Delf), The forts of the Meuse in World War I, Oxford, UK New York, NY, USA, Osprey Pub, coll. « Fortress » (no 60), 2007, 64 p. (ISBN 978-1-849-08059-0, OCLC 593341774)
- (en) Reichsarchiv, Der Weltkrieg 1914 bis 1918 Die militärischen Operationen zu Lande: 1 Die Grenzschlachten im Westen, Berlin, Mittler, 1925 (OCLC 163368678, lire en ligne)
- (en) Sewell T. Tyng, The campaign for the Marne, Yardley, Penn. Northam, Westholme Roundhouse distributor, 1935, 413 p. (ISBN 978-1-594-16042-4, OCLC 166889574)